# Herpesvirus umano 7
L'Herpesvirus 7 o HHV-7 (Human betaherpesvirus 7) è un betaherpesvirus della famiglia degli Herpesviridae. È stato scoperto nel 1990, e la sua implicazione nella patologia umana non è del tutto chiara. 
Il virus è molto diffuso e quasi tutti gli individui lo contraggono nella prima infanzia. Dà una forma di Roseola infantum, o VI malattia, che non è distinguibile da quella prodotta da Herpesvirus 6. Nell'adulto è probabile causa eziologica della pitiriasi rosea di Gibert
Come tutti gli herpesvirus, questo può rimanere latente e riattivarsi in seguito alla depressione del sistema immunitario.
Il virus ha tropismo per i linfociti T CD4+. Infatti il suo recettore cellulare specifico è proprio CD4.